# Popeni (gmina Zorleni)
Popeni – wieś w Rumunii, w okręgu Vaslui, w gminie Zorleni. W 2011 roku liczyła 2588 mieszkańców.